# Batalion im. José Palafoxa

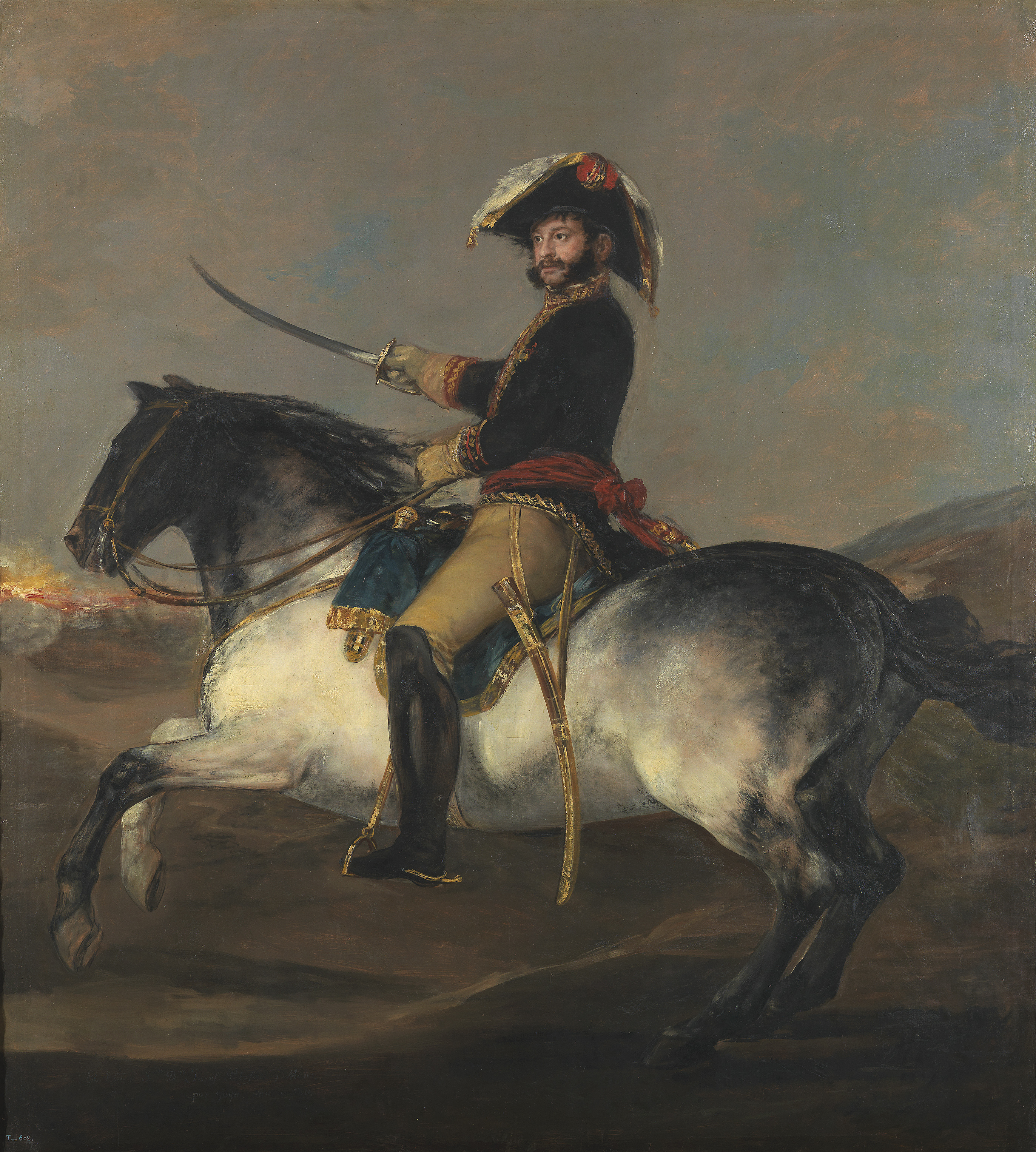
José Palafox (mal. Francisco Goya), patron batalionu

Batalion im. José Palafoxa – jeden z batalionów ochotników okresu hiszpańskiej wojny domowej, istniejący od 6 lipca 1937 do 24 września 1938.
Wchodził w skład XIII Brygady Międzynarodowej im. Jarosława Dąbrowskiego,  walczącej po stronie republikańskiej przeciwko oddziałom generała Francisco Franco, wspieranym przez faszystowskie rządy III Rzeszy i Włoch.
Patronem batalionu był José Palafox – hiszpański generał i bohater wojen napoleońskich w Hiszpanii.

## Skład
- I kompania
- II kompania im. Naftalego Botwina
- III kompania im. Adama Mickiewicza
- IV kompania im. Tarasa Szewczenki (skupiająca przeważnie Ukraińców i Białorusinów - obywateli polskich)[2]
- V kompania im. Ludwika Waryńskiego[3]

## Dowódcy
- Jan Tkaczow (6 lipca 1937 – 16 lutego 1938) – poległ
- Józef Szlachta (16 – 17 lutego 1938)
- Salvadore (Hiszpan) (17 lutego – 18 czerwca 1938)
- Fernando D'Haro „Señor” (Hiszpan) (18 czerwca – 3 sierpnia [1938)
- István Molnár (Węgier) (3 sierpnia – 24 września 1938)

## Komisarze polityczni
- Mikołaj Dwornikow „Stanisław Tomaszewicz” (6 lipca 1937 – 16 lutego 1938) – poległ
- Manola (Hiszpan) (16 lutego – 15 maja 1938)
- Eugeniusz Szyr (15 maja – 24 września 1938)

## Adiutanci
- Bolesław Mołojec „Edward” (6 lipca – 27 października 1937)
- Józef Szlachta (27 października 1937 – 12 stycznia 1938)
- Henryk Toruńczyk (12 stycznia – 16 lutego 1938)
- Adam Lewinski (16 lutego – 27 lipca 1938) – poległ
- Jerzy Braun (27 lipca – 18 września 1938)
- Paweł Schoenfeld (18 – 21 września 1938) – poległ
- Jerzy Braun (21 – 24 września 1938)